# Swing (dans)

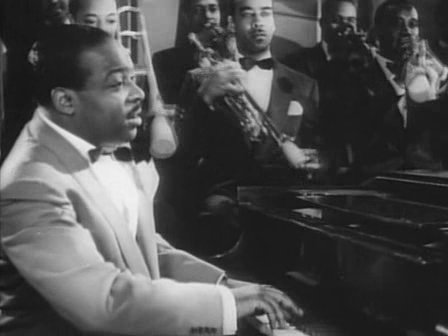
Count Basie

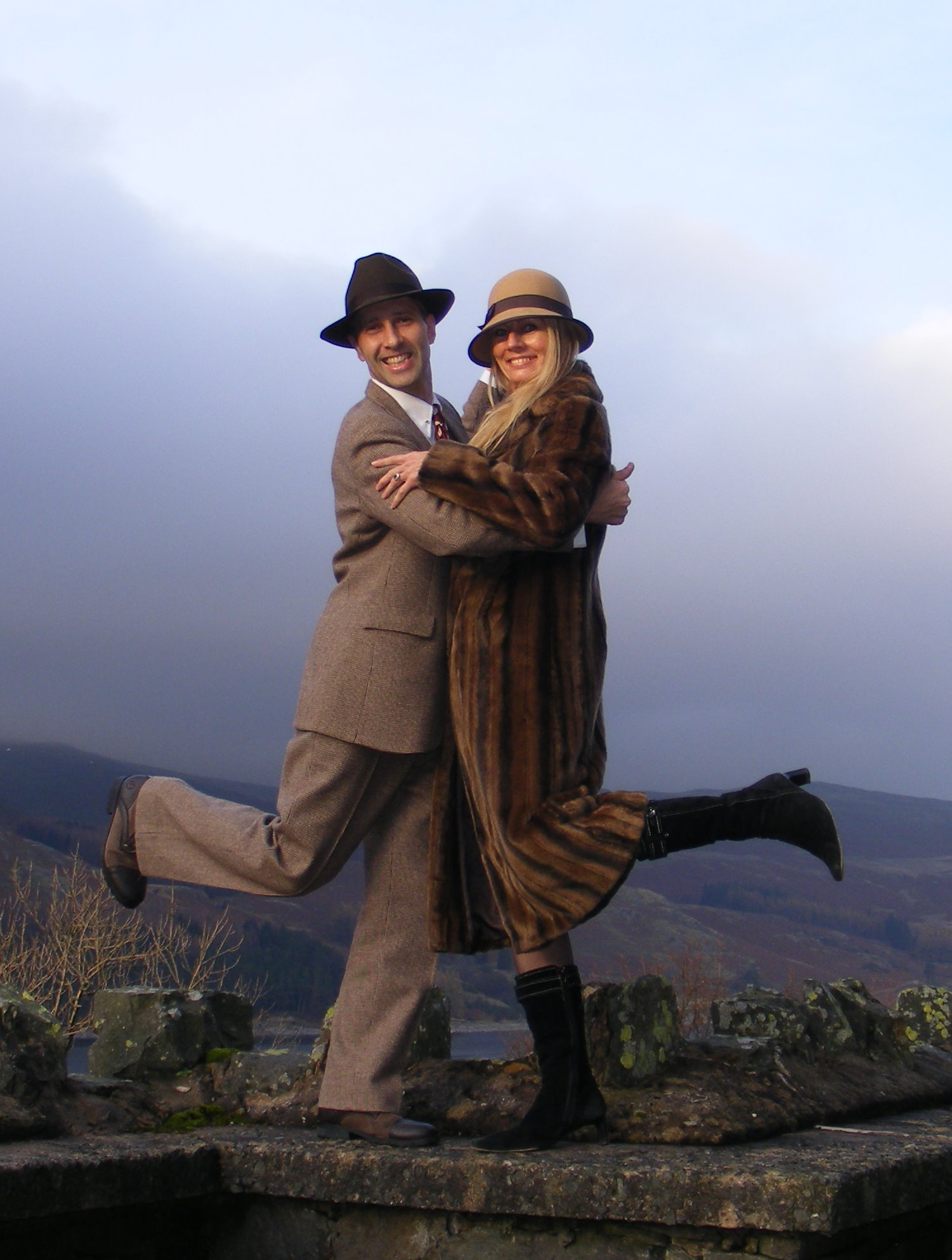
Swing (dans)

Swing is een dansstijl, die circa 1930 in de Verenigde Staten is ontstaan uit lindyhop en die opkwam met de toentertijd populaire muziek. Er bestaan meerdere dansen binnen deze stijl. De meeste zijn partnerdansen.
Swing wordt op een basis van zes ("six-count", bijvoorbeeld boogiewoogie) of acht ("eight-count", bijvoorbeeld lindyhop) maten gedanst.
Swing is ook een jazzstijl. Het swingdansen en de swingjazz horen dan ook bij elkaar.

## Swingstijlen
Tot de swing behoren onder andere:
- Lindyhop
- Eastcoastswing
- Westcoastswing
- Charleston
- Shag
- Balboa
- Jitterbug
- Boogiewoogie
- Acrobatische rock-'n-roll

## Geschiedenis
De oorspronkelijke variant stamt uit de dansclub Savoy Ballroom in Harlem (New York) en werd door de Whiteys Lindy Hoppers over de gehele VS verspreid. Deze variant werd als lindyhop (volgens de meesten vernoemd naar Charles Lindbergh, de eerste non-stopvlucht New York-Parijs) of Savoy-Style Swing bekend. Later werden verschillende elementen van andere dansen, zoals de shag, overgenomen. De bekendste variant is de Hollywood-Style Swing.
Na de Tweede Wereldoorlog kwamen varianten als de jitterbug en de boogiewoogie op, die echter als varianten van dezelfde dans werden gezien. Met de opkomst van rock-'n-roll en disco en de ondergang van de bigbands werd ook de swing steeds minder gedanst. De swing is nooit helemaal uitgestorven en is sinds 1985 wereldwijd aan een heropleving bezig vanuit Zweden en de Verenigde Staten (vergelijkbaar met de heropleving van de Argentijnse tango).
Tegenwoordig is het Zweedse Herräng jaarlijks gedurende vier weken in juli de swinghoofdstad van de wereld.
In de jive, een van de vijf Latijns-Amerikaanse dansen in het huidige ballroomdansen, werden enkele elementen van de swing opgenomen.